# Pastagudstjeneste
Pastagudstjeneste (eller spaghettigudstjeneste) er en kombination af gudstjeneste og fællesspisning rettet mod børnefamilier.
Maden kan være pasta med kødssovs (deraf navnet), mens gudstjenesten som regel er en kort familiegudstjeneste eller børnegudstjeneste.
Pastagudstjenester bliver som regel holdt midt på ugen, tirsdag, onsdag eller torsdag. 
Fællesspisning kan være før eller efter gudstjenesten. 
Der kan være en mindre betaling for bespisningen. 
I den danske litteratur ser man pastagudstjeneste omtalt i Anna Grues kriminalroman Den skaldede detektiv (2010) og i Julie Hastrups Farlig fortid (2015).